# 拉差贴威县

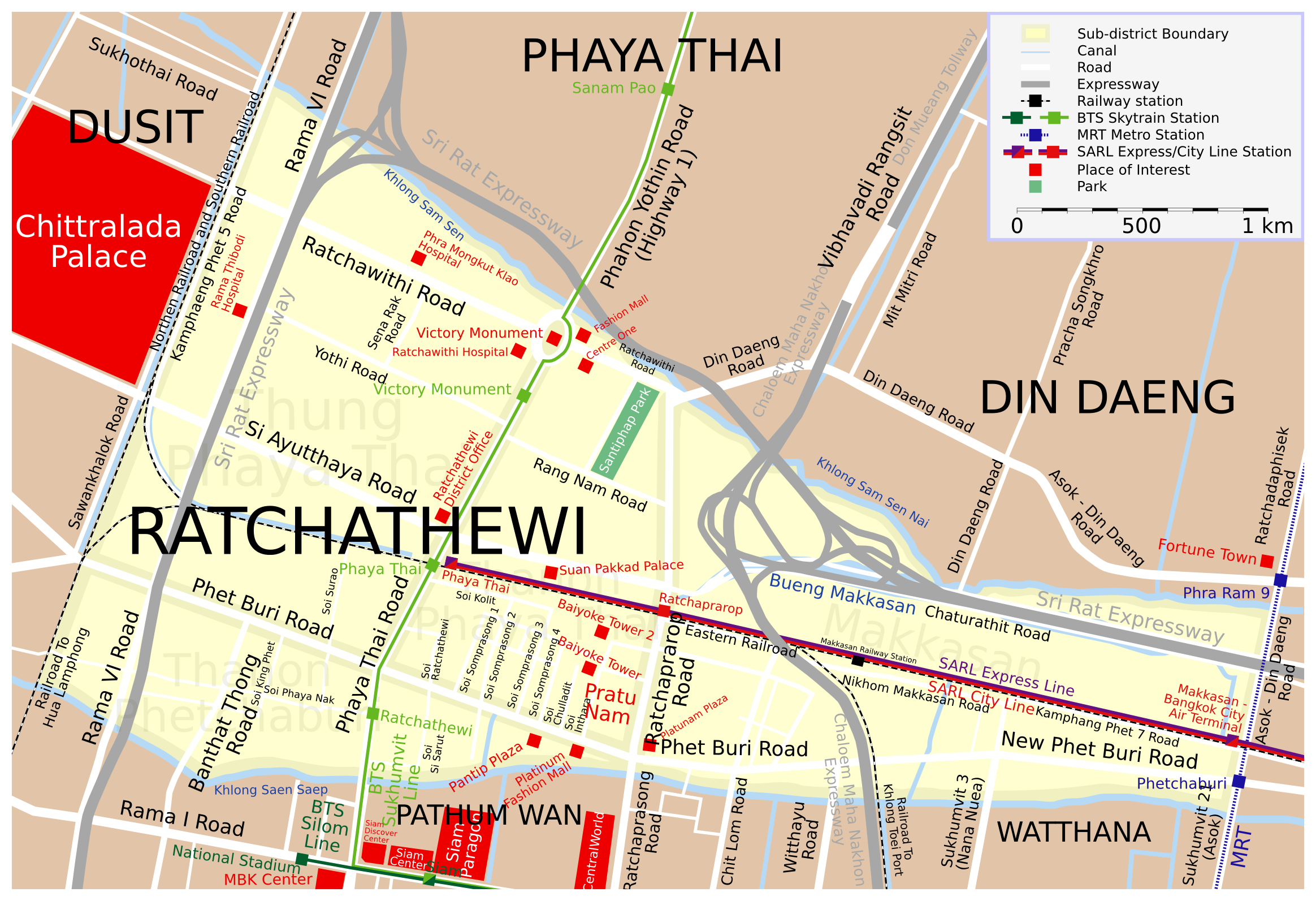
地图

拉差贴威县或叻提威县（音素換寫：Rāchthewī）是曼谷的50个区之一。毗邻披耶泰縣、鄰鈴縣、匯權縣、宛他那县、巴吞旺县、邦巴沙都拍縣和律实縣。